# Lapp-Arvträsket
Lapp-Arvträsket är en sjö i Lycksele kommun i Lappland och ingår i Umeälvens huvudavrinningsområde. Sjön har en area på 0,349 kvadratkilometer och ligger 218,9 meter över havet. Sjön avvattnas av vattendraget Arvån.

## Delavrinningsområde
Lapp-Arvträsket ingår i det delavrinningsområde (716907-164489) som SMHI kallar för Utloppet av Lapp-Arvträsket. Medelhöjden är 250 meter över havet och ytan är 3,32 kvadratkilometer. Räknas de 6 avrinningsområdena uppströms in blir den ackumulerade arean 78,54 kvadratkilometer. Arvån som avvattnar avrinningsområdet har biflödesordning 3, vilket innebär att vattnet flödar genom totalt 3 vattendrag innan det når havet efter 153 kilometer. Avrinningsområdet består mestadels av skog (86 procent). Avrinningsområdet har 0,35 kvadratkilometer vattenytor vilket ger det en sjöprocent på 10,4 procent.